# Viverra
Genre
Viverra est un genre de mammifères carnivores de la famille des viverridés.

## Espèces
- Viverra civettina (Blyth, 1862) - Civette de Malabar[1]
- Viverra megaspila (Blyth, 1862) - Civette à grandes taches
- Viverra tangalunga (Gray, 1832) - Civette de Malaisie
- Viverra zibetha (Linnaeus, 1758) - Zibeth ou Grande civette indienne[1]